# Померанский дом
Помера́нская дина́стия — род, к которому принадлежали правители Померанского княжества (герцогства) на протяжении практически всей его истории (с XII века до 1637 года). С XV века они также называли себя Грейфами или Грифичами (нем. Greifen, пол. Gryfici): намёк на фамильный герб с изображением грифона. Глава рода имел голос в рейхстаге Священной Римской империи.

## Общие сведения
Происхождение рода Грейфов вызывает споры. Согласно одной гипотезе, их предки происходили из местной знати поморян. По другой, их возводят к легендарной польской династии Попелидов.
Первые достоверно засвидетельствованные в источниках представители Померанской династии — братья Вартислав I и Ратибор I. Вартислав I был основателем линии герцогов Померании, правивших до 1637 года; Ратибор I был предком ветви Померанских князей, которая управляла Славно (Шлаве) и Слупском. Кроме того, часть исследователей ветвью Померанской династии считают Свантиборидов (Swantiboriz) — дворянский род, занимавший должности кастелянов в померанских городах.
В годы Кальмарской унии Эрик Померанский правил Данией, Норвегией и Швецией. Померанский герцог Богуслав XIV, правивший до 1637 года, — последний монарх из Померанской династии. Последней представительницей рода была Анна, дочь герцога Богуслава XIII, умершая в 1660 году. Она вышла замуж за герцога де Круа; их сын занимал епископскую кафедру в Каммине.
|                                      |  |                                        |  |                 |
| Замок померанских герцогов в Слупске |  | Замок Грифичей в Рюгенвальде (Дарлово) |  | Щецинский замок |

## Титул

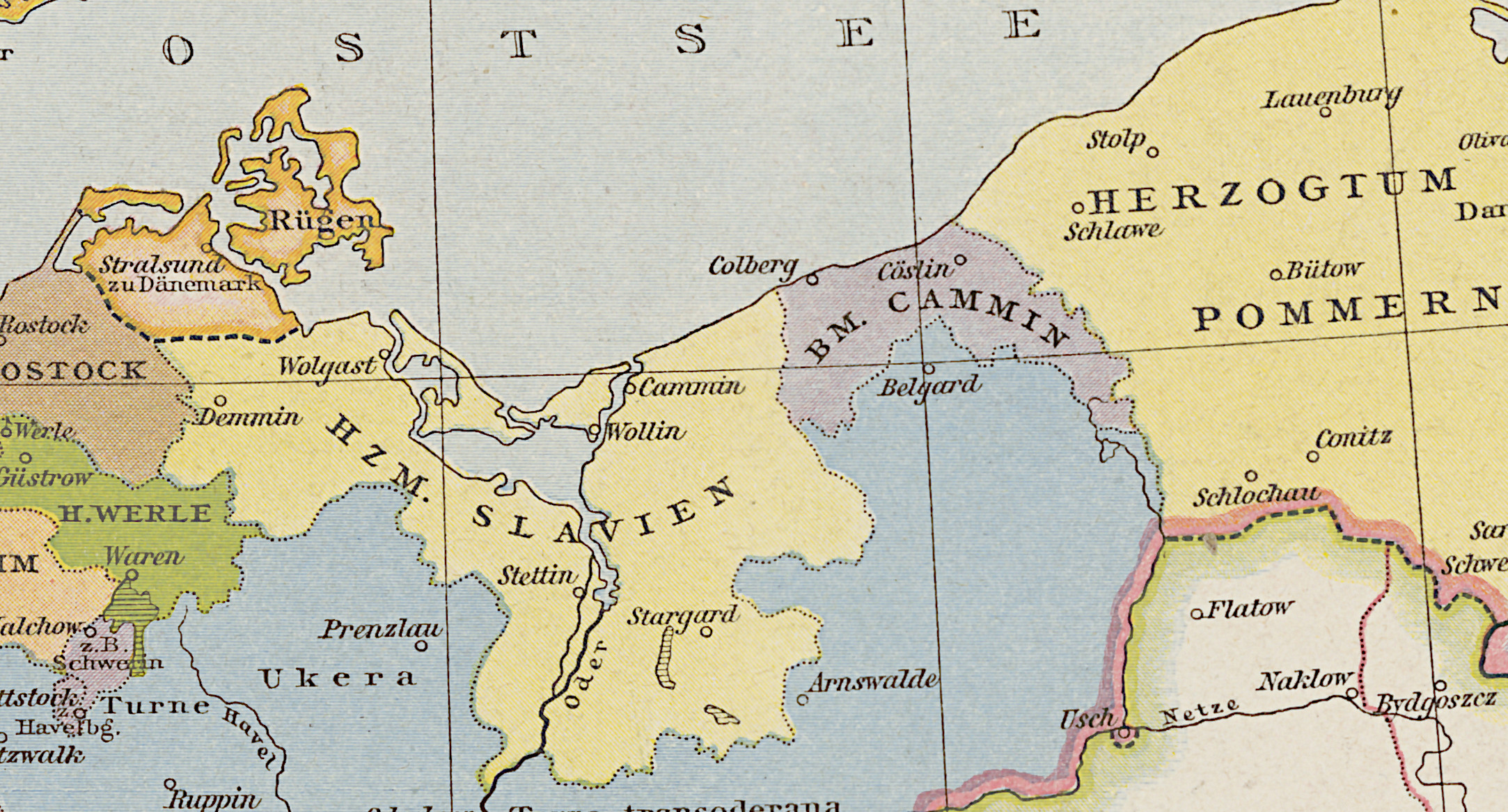
Померания и её соседи в 1250 году

Наиболее древним известным титулом представителей Померанского дома из ветви Богуслава IV является «Wartislaus d. gr. Stetinensium, Slauorum, Pomeranie et Cassubie dux», датированный 18 июня 1313 года.
Наиболее древним известным титулом представителей Померанского дома из ветви Оттона I является «Otto et Barnim, d. gr. duces Stetinenses, Slavorum, Cass. et Pom.», датированный 25 сентября 1327 года. Следующий случай полного их титулования датирован 13 декабря 1330 года и он уже отличается от предыдущего: «Otto unde Barnym, u. d. gn. g. hertoghen to Stetin, der Pameren, Wende unde der Cassuben».

## Генеалогия
1. Вартислав I (?—1135/1147) князь Померании 1107/1127 — 1135/1147
  1. Богуслав I (ок. 1130 — 1187) в Щецине князь с 1156, герцог с 1170; герцог в Дымине в 1180—1187. Муж 1)ок. 1150 Вальбурги (- 1170-е) (по одной версии дочь Вальдемара I, по другой дочь Свантибора Поморского); 2) Анастасии (1160—1187), дочери Мешко III Польского
    1. Ратибор (ок. 1160 — 1183) Муж с 1175/1176 Саломеи (ок. 1160 — 11.05.12??) дочери Мешко III Польского
    2. Вартислав (II) (ок. 1160 — 1184)
    3. неизвестная, жена Болеслава, сына Мешко III
    4. Богуслав II (ок. 1178 — 1220) герцог Щецина 1187—1220. Муж 1) Мирославы (? — 1233) дочери Мщивоя I, 2) Вислава дочь Ярополка Романовича Смоленского
      1. Барним I Добрый (ок. 1218/1219 — 1278) герцог Щецина 1220—1278 Муж 1) ок. 1238/1242 Марианны (? — 1252) 2) 1253/1254 Маргарита (ок. 1231 — 1261), дочь Николаса I Верле, 3) к 1267 году Матильда (?—1316), дочь Оттона III Бранденбургского
        1. Анастасия (ок. 1245 — 1317) Жена с 1259 Генриха I Мекленбургского (1230—1302)
        2. Богуслав IV (1258—1309) герцог-соправитель Щецина, Вольгаста в 1278—1295, герцог Вольгаста в 1295—1309. О потомках см. ниже
        3. Mирослава (ок. 1270 — 1328) жена Николаса I Шверинского
        4. Беатриса (? — 1300 /1315) ж с 1290 Генриха II Верле
        5. Барним II (ок. 1277 — 1295) герцог-соправитель Щецина Вольгаста в 1278—1295
        6. Оттон I (1279—1344) герцог-соправитель Щецина в 1278—1295, единоличный правитель в 1295—1344 годы. О потомках см. ниже

      2. Воислава (- 1229)

    5. Казимир II Соправитель ок. 1187 — 1219/1220 Померании. Резиденция Дымин. 1184—1219/1220 Муж Ингерды Датской
      1. Вартислав II (ок. 1210 — 1264) герцог Дымина в 1219—1264 Муж Софии
      2. Элизабет (?—1222)

  2. Казимир I (упом. 1160-е — 1180/1182) князь Дымина с 1156, герцог с 1170
2. Ратибор I (- 1156) правитель Славно и Слупска в 1135/1147 — 1152/1156 Муж Прибыславы (по версиям дочери либо Ярослава Святополчича, либо Ярослава Изяславича) О его потомках см. ниже
3. Свантибор, предок Свантиборидов

### Потомки Богуслава IV

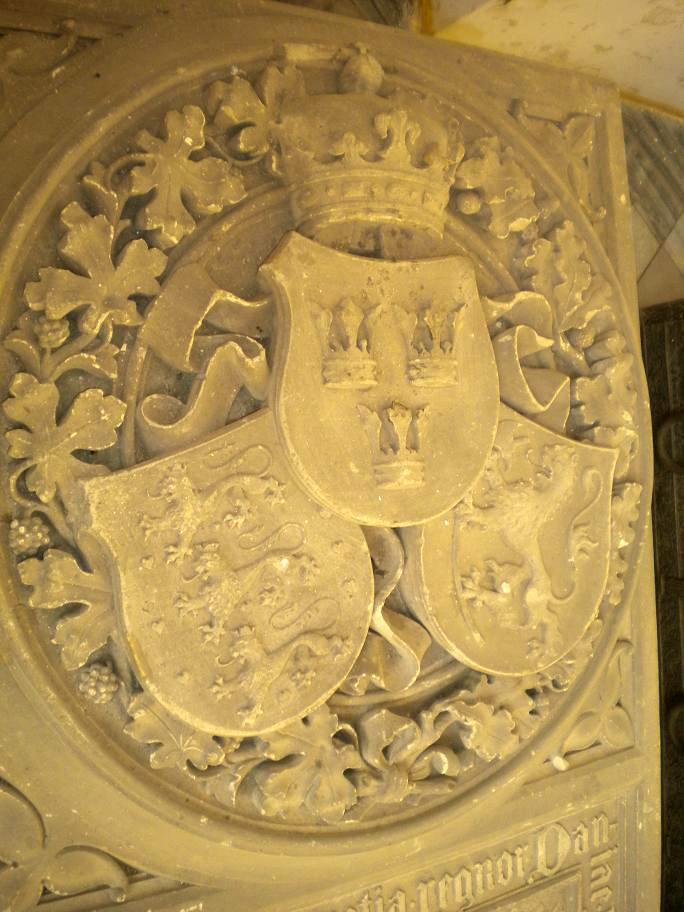
Гербы Швеции, Дании и Норвегии на гробнице правителя этих стран — Эрика Померанского

1. Богуслав IV (1258—1309) герцог-соправитель Щецина, Вольгаста в 1278—1295, герцог Вольгаста в 1295—1309 Муж 1) Матильды, дочери Иоанна I Бранденбургского, 2) Маргаритты, (дочери Вицлава II Рюгенского
  1. Ефимия Померанская (1286/1288 — 1330) Жена Кристофера II Датского
  2. Маргарита (1286/1288 — 1337) Жена 1) с 1299 Николая I Ростокского (- 1314), 2) Иоанн (- 1361/1364) князь силезско-глоговский
  3. Вартислав IV (1290—1326) герцог Вольгаста в 1309—1326, герцог Рюгена с 1325 Жена Елизавета Линдау-Руппин
    1. Богуслав V Великий (ок. 1316 — 1373) герцог Вольгаста в 1326—1368, герцог Слупска в 1368—1373 Муж 1) с 1343 года Елизаветы Польской, дочери Казимира III Великого, 2) с 1362 года Аделаида, дочери герцога Эрнста I Брауншвейг-Грубенгахенского
      1. Елизавета Померанская (ок. 1343 — 1393) Супруга императора Карла IV
      2. Казимир IV (ок. 1345 — 1377) герцог Слупска в 1374—1377 Муж 1) с 1360 года Кенны (- 1368), дочери Ольгерда Литовского, 2) Малгоржата (- 1409), дочь Земовита III Мазовецкого
      3. Вартислав VII (- 1394/1395) герцог Слупска в 1377—1394 Муж с 1380 Марии, дочери Генриха III Мекленбургского
        1. Эрик I (1382—1459) герцог Слупска в 1394—1397, король Норвегии в 1394—1439, король Швеции в 1397—1435, король Дании в 1412—1439. Муж Филиппы, дочери Генриха IV Английского.
        2. Катарина (ок. 1390 — 1426) Жена Иоганна Пфальц-Ноймарктского Мать Кристофера III Баварского

      4. Богуслав VIII (1363/1368 — 1418) герцог Слупска в 1403—1418 Муж с 1398 Софии дочери Генриха II голштейнского
        1. Ингеборга (- до 1452) жена Генриха мекленбург-старгардского
        2. Богуслав IX (1407/1410 — 1446) герцог Слупска в 1418—1446 Муж с 1432 Марии, дочери Земовита IV Мазовецкого
          1. София (1435—1494) Жена Эрика II Вольгаст-Померании
          2. Александра (?—1451)

        3. Адельхейда (1410—1445) Жена Бернхарда II саксен-лауэнбургского

      5. Барним V (1369—1402/1404) герцог Слупска в 1397—1403
      6. Маргарита

    2. Барним IV (ок. 1325 — 1365) герцог-соправитель Вольгаста в 1326—1365 Муж Софии, дочери Иоанна II Верле
      1. Вартислав VI (ок. 1345 — 1394) герцог-соправитель Вольгаста в 1368—1372, единолично в Вольгасте в 1393 − 1394; герцог Барт-Померании в 1372—1394 Муж Анны, дочери Иоанна I Мекленбург-Старгардского
        1. Барним VI (ок. 1365 — 1405) герцог Барт-Померании в 1394—1405 Муж Вероники
          1. Елизавета, аббатиса Каммин
          2. Вартислав IX (ок. 1400 — 1457), герцог-соправитель Вольгаста в 1415—1457, герцог Барт-Померании в 1451—1457. Муж с 1416/1418 Софии, дочери Эриха IV Саксен-Лауэнбургского
            1. Елизавета (1420—1473) аббатиса в Бергене
            2. Эрик II (1418/1425 — 1474) герцог Вольгаста в 1457—1459, в Слупске 1459—1464, герцог Щецина в 1464—1474 Муж 1) Маргариты дочери Генриха Мекленбург-старгардского 2)Софии (1435—1494), дочери Богуслава IX Слупского
              1. Богуслав X Великий (1454—1523) герцог Щецина в 1474—1523, герцог Вольгаста в 1478—1523. Муж 1) с 1477 Маргариты (ок. 1450 — 1489) дочери Фридриха II Железного 2) с 1491 Анны (1476—1503), дочери Казимир IV Польский. О его потомках см. ниже
              2. Казимир VI (ок. 1455 — 1474)
              3. Елизавета, приорина в аббатстве Ферхен (?—1516)
              4. София, (?—1504) Жена Магнуса II мекленбург-шверинского
              5. Маргарита (?—1526), Жена Балтазара мекленбург-шверинского
              6. Катарина (1465—1526) Жена с 1486 Генриха I брауншвейг-вольфенбюттельский
              7. Вартислав XI (после 1465 — 1475)
              8. Барним (после 1465 — 1474)
              9. Мария, аббатиса в Воллине (?—1512)

            3. Вартислав X (?—1478), герцог Барт-Померании в 1457−1478, герцог Вольгаста в 1459—1478 Муж 1) Елизаветы (?—1465), вдовы Иоахима Младшего, дочери Иоанна-Алхимика, 2) с 1475 Магдалены (-1532) дочери Генриха V Мекленбург-Старгардского.
              1. Святобор (ок. 1454 — 1464)
              2. Эртман (ок. 1455 — 1464)

          3. Барним VII (ок. 1404 — 1451) герцог-соправитель Вольгаста в 1415—1451

        2. София (?—1406) жена Генриха II брауншвейг-гёттингенского
        3. Вартислав VIII герцог Вольгаста в 1394—1415, герцог Барт-Померании в 1405—1415 году. Муж Агнессы, дочери Эриха IV Саксен-Лауэнбургского
          1. Вартислав [IX] (?—1414/1415)
          2. Барним VIII (1403/1406—1451) герцог Барт-Померании в 1415—1451, герцог Рюгена в 1440—1451. Муж Агнессы, дочери Юлиуса графа вунсторфского
            1. Агнесса (ок. 1434 — 1512) Жена 1) С 1449 года Фридриха Младшего маркграфа бранденбургского, 2) С 1478 года Георга II ангальт-цербстского

          3. Святобор II (1408/1410-1432/1436), герцог Рюгена в 1415—1436
          4. София (-1453) Жена Вильгельма князя верле-венденского

        4. Анна (-1388) аббатиса в Бергене

      2. Богуслав VI герцог-соправитель Вольгаста в 1368—1393
      3. Элизабет Жена Магнуса I Мекленбургского

    3. Вартислав V герцог-соправитель Вольгаста в 1326—1368, единолично в Вольгасте в 1368—1393

  4. Ютта (- 1336), аббатиса в Круммине
  5. Елизавета (ок. 1291 — 1349) Жена Эриха I Саксен-Лауэнбургского

#### Потомки Богуслава X Великого
1. Богуслав X Великий (1454—1523), герцог Щецина в 1474—1523 годах, герцог Вольгаста в 1478—1523 годах, муж 1) с 1477 Маргариты (ок. 1450 — 1489) дочери Фридриха II Железного 2) с 1491 Анны (1476—1503), дочери Казимира IV Польского
  1. Барним
  2. Анна (ок. 1492 — 1550) Жена с 1515 года Георга I Бригского
  3. Георг I (1493—1531) герцог Щецина, Вольгаста в 1523—1531 годах, муж 1) с 1513 года Амалии (1490—1524), дочери пфальцграфа Филиппа, 2) с 1530 Маргариты, дочери Иоахима I Нестора
    1. Богуслав XI (1514)
    2. Филипп I (1515—1560), герцог Вольгаста в 1532—1560 годах, муж с 1536 Марии (1515—1583), дочери Иоганна Саксонского
      1. Георг (1540—1544)
      2. Эрих (умер рано)
      3. Иоганн Фридрих I (1542—1600), герцог Щецина в 1569—1600 годах, муж Эрдмуты, дочери курфюрста Иоганна Георга Бранденбургского
      4. Богуслав XIII (1544—1606), герцог Барт-Померании в 1569−1609 годах, герцог Щецина в 1603—1606 годах, регент Вольгаста в 1592—1606 годах, муж 1) с 1572 Клары, дочери Франца Брауншвейг-Люнебургского 2) с 1601 Анны (1577—1601), дочери Иоганна Шлезвиг-Гольштейн-Зондербургского
        1. Филипп II (1573—1618), герцог Щецина в 1606—1618 годах, муж с 1607 года Софии (1579—1618), дочь Иоганна Шлезвиг-Гольштейн-Зондербургского
        2. Клара Мария (1574—1623) супруга 1) с 1593 года Сигизмунда Августа (1560—1600), герцога Мекленбург-Шверинского 2) с 1607 года Августа Младшего (1579—1666), герцога Брауншвейг-Вольфенбюттельского
        3. Катарина (1575—1577)
        4. Франц (1577—1620), герцог Щецина в 1618—1620 годах, жена с 1610 Софии, дочери Кристиана I Саксонского
        5. Эрдмута (1578—1583)
        6. Богуслав XIV (1580—1637) герцог Щецина в 1620—1637, герцог Вольгаста в 1625—1637, муж с 1625 года Елизаветы, дочери Иоганна Шлезвиг-Гольштейн-Зондербургского
        7. Георг II (1582—1617)
        8. Иоганн Эрнст (1586—1590)
        9. Ульрих (1589—1622), епископ Камминский с 1618 года, муж с 1619 года Гедвиги (1595—1650), дочери Генриха Юлия Брауншвейг-Вольфенбюттельского
        10. Анна (1590—1660), жена с 1619 года Эрнста Богуслава фон Кроя ( — 1620)

      5. Эрнст Людвиг (1545—1592) герцог Вольгаста в 1560—1592 Муж с 1560 года Софии Гедвиги (1561—1631), дочери Юлия Брауншвейг-Вольфенбюттельского
        1. Гедвига Мария (1579—1606)
        2. Елизавета Магдалена (1580—1649), жена с 1600 Фридриха Курляндского
        3. Филипп Юлий (1584—1625), герцог Вольгаста в 1592—1625 Муж Агнессы (1584—1629), дочери Иоганна Георга

      6. Амалия (1547—1580)
      7. Барним X (1549—1603), герцог Рюгена в 1569—1603, герцог Щецина в 1600—1603 годах. Муж с 1582 года Анны Марии (1567—1618), дочери Иоганна Георга Бранденбургского
      8. Эрик (1551)
      9. Маргарита (1553—1581), жена с 1574 года Франца II Саксен-Лауэнбургского
      10. Анна (1554—1626), жена с 1588 года Ульриха Мекленбурга-Гюстровского
      11. Казимир VII (1557—1605), епископ Камминский с 1574 года

    3. Маргарита (1518—1569), жена с 1547 года Эрнста III Брауншвейг-Грубенгагенского
    4. Георгия (1531—1574) Жена с 1563 года Станислава графа Латальского-Лабишинского

  4. Казимир VIII (1494—1518)
  5. Елизавета (- 1518)
  6. Барним IX Благочестивый (1501—1573) соправитель Щецина, Вольгаста в. 1523—1531, герцог Щецина в 1531—1569, регент Вольгаста в 1560—1569,
    1. Александра
    2. Мария (1527—1554) Жена с 1544 с Отто IV гольштейн-шауэнбургским
    3. Доротея (1528—1558) Жена с 1554 Иоанна I (-1567), графа Мансфельд-Хинтерорт
    4. Анна (1531—1592) Жена 1) с 1557 Карла (1534—1561), князя Ангальт-Цербстского 2) с 1562 Генриха VI (1536—1572), бургграфа мейсенского 3) с 1576 Юстуса II (1544—1609), графа Барби
    5. Богуслав XII (1542)
    6. Сибилла (1541 − 1564)
    7. Елизавета (- 1544)

  7. София (1498—1568) Жена с 1518 года Фредерика I Датского
  8. Кристоф (внебрачный сын), епископ Шверинский

### Потомки Оттона I
1. Оттон I (ок. 1279 — 1344) герцог-соправитель Щецина в 1278—1295, единоличный правитель Шецина в 1295—1344 Муж 1) с 1296 Екатерины (-1300) дочери Герхарда II 2) Элизабет ( — 1318/1319), дочери Герхарда II
  1. Барним III Великий (ок. 1300 − 1368) герцог Щецина в 1344—1368 (соправитель отца с 1320); в 1326—1332 годы регент Вольгаста Муж Агнессы (1318—1371), дочь Генриха V герцога Брауншвейг-Люнебургского
    1. Оттон
    2. Казимир III (1348—1372) герцог Щецина в 1368—1372
    3. Святобор I (Swantibor) (ок. 1351 — 21.6.1413) герцог Щецина в 1372—1413 Муж Анны Гогенцоллерн, дочери Альбрехта Прекрасного, внучки бургграфа Нюренберга
      1. Оттон II (ок. 1380 — 1428) герцог Щецина в 1413—1428 Муж Агнессы, дочери Иоанна II Мекленбург-Штаргардского
      2. Альбрехт
      3. Казимир V (ок. 1380 — 1435) герцог Щецина в 1428—1435, (соправитель с 1413) Муж 1) Екатерины Брауншвейг-Люнебургской (- 1429), дочери Бернарда I, герцога брауншвейг-люнебургского, 2) Елизаветы (- 1451), дочери герцога Эрика I Брауншвейг-Люнебург-Грубенгагенского
        1. Иоахим Старший (ок. 1424)
        2. Иоахим Младший (после 1424 — 1451) герцог Щецина в 1435—1451 Муж с 1440 Елизаветы (1425—1465), дочь Иоанна-Алхимика
          1. Оттон III (1444—1464) герцог Щецина в 1451—1464

        3. Анна (после 1447) Жена Иоанна V Мекленбург-Шверинского
        4. Маргарита (1422—1464) Жена с 1439 Альбрехта VIII линдов-руппин

      4. Маргарита (-1450) жена Ульриха I Мекленбург-Штаргардского(-1417)

    4. Богуслав VII (ок. 1355 — 1404) герцог-соправитель Щецина в 1372—1404

  2. Матильда (?—1331) Жена Иоанна III Верле (?—1352)

### Ветви

#### Потомки Ратибора
Правители Славно (Шлаве) и Слупска считающиеся потомками Ратибора I, брата Вартислава I.
1. Ратибор I герцог Славно и Слупска в 1135/1147-1152/1156. Муж Прибыславы (по версиям дочери либо Ярослава Святополчича, либо Ярослава Изяславича)
  1. Святополк, померанский герцог ок. 1175
  2. Маргарита жена Бернгарда I графа ратцебургского. Также к ним возводили
  3. (?)Богуслав, герцог Славно и Слупска ок. 1156 — 1194
    1. (?)Богуслав (III), герцог Славно и Слупска ок. 1194 — 1200
    2. Ратибор II (близкий родственник Богуслава III) герцог Славно и Слупска в ок. 1200 — 1205, ок. 1225 — 1238